# Oreagrion oreadum
Oreagrion oreadum là loài chuồn chuồn trong họ Coenagrionidae. Loài này được Lieftinck mô tả khoa học đầu tiên năm 1949.